# Giacinto Gimma
Giacinto Gimma (Bari, 12 marzo 1668 – Bari, 19 ottobre 1735) è stato un abate e critico letterario italiano.

## Biografia
Studioso di storia sacra e letteratura, a vent'anni aveva già completato il corso di filosofia e giurisprudenza all'università di Napoli. Fondò nel 1695 l'Accademia degli Spensierati (poi Incuriosi) di Rossano, ma rifiutò la carriera accademica offertagli presso le università di Padova e Torino per dedicarsi a studi eruditi ed eclettici. Un suo grande lavoro enciclopedico completato tra 1690 e 1693 è rimasto inedito.
Nel 1700 prese gli ordini sacri e fu nominato canonico della cattedrale di Bari. Fece parte dell'Accademia dei Pellegrini di Roma. La sua Idea della storia dell'Italia letterata, pubblicata a Napoli nella stamperia di Felice Mosca nel 1723, fu considerata, dopo la Istoria della volgar poesia di Giovanni Mario Crescimbeni, «il secondo esplicito momento nel processo di sviluppo della storiografia letteraria».
Fu anche studioso di scienze naturali e di mineralogia. Pubblicò le Dissertationes Academicae (1714) e la Fisica sotterranea (1730).